# Lapine
Lapine es una comunidad no incorporada en los condados de Montgomery y Crenshaw en Alabama, Estados Unidos. Lapine se ubica a 27,6 millas (44,4 km) al sur de Montgomery. Tiene una oficina de correos con el código postal 36046, que abrió el 12 de julio de 1887.